# 江油站
江油站位于中华人民共和国四川省绵阳市江油市三合镇，建于1955年，是宝成铁路和西成客运专线上的一个铁路车站。现办理客货运业务，车站及其上下行区间均已电气化。车站距离宝鸡站512公里，隶属中国铁路成都局集团，是二等站。
江油站在汶川大地震时遭受损毁，之后于原址重建。新车站于2010年11月18日竣工使用。

## 歷史
- 1955年：老江油站（现江油市火车货站）建成投用。
- 2003年：江油站迁至迎宾路与建设北路交叉口处。
- 2008年5月12日：江油站主体建筑因汶川地震严重损毁而拆除。
- 2010年11月18日：江油站汶川地震灾后重建站房投入使用。
- 2014年12月20日：西成客运专线通车。

## 站房设计

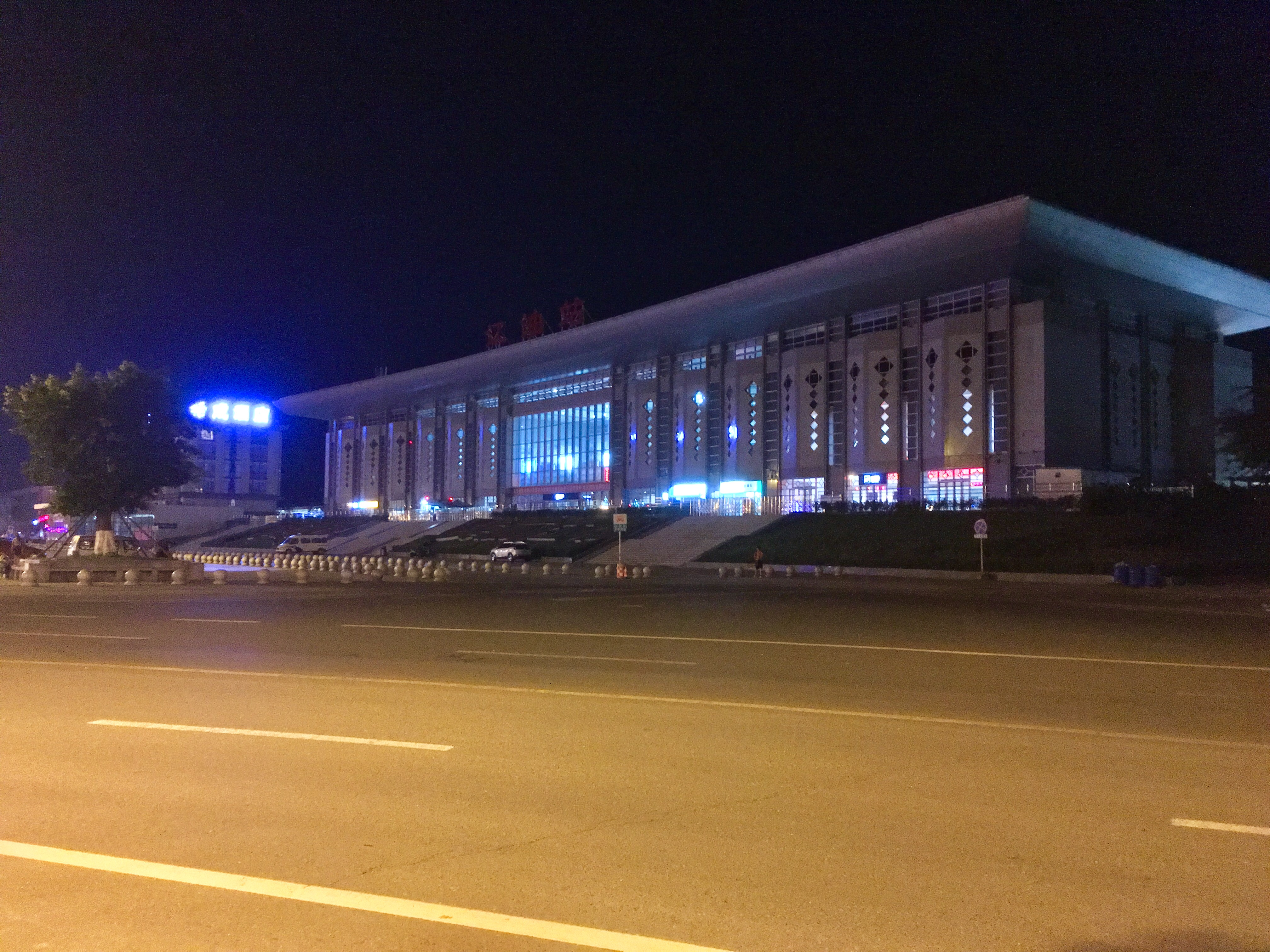
夜晚的江油火车站

江油站站房（重建后）分地上二层、地下局部一层，采用钢筋混凝土框架和网架混合结构，面积达7990平方米，建筑高度22.58米，为侧式双层站房带进站天桥与出站地道结构。
站房主体建筑一楼为进站口、售票厅、便利店与ATM。内部为两层候车室，以楼梯与自动扶梯连接，从候车厅到站台均有无障碍设施。
站台为无障碍高站台设计，与天桥和地道均以楼梯、自动扶梯和无障碍电梯连接。站台带有车厢指示标。

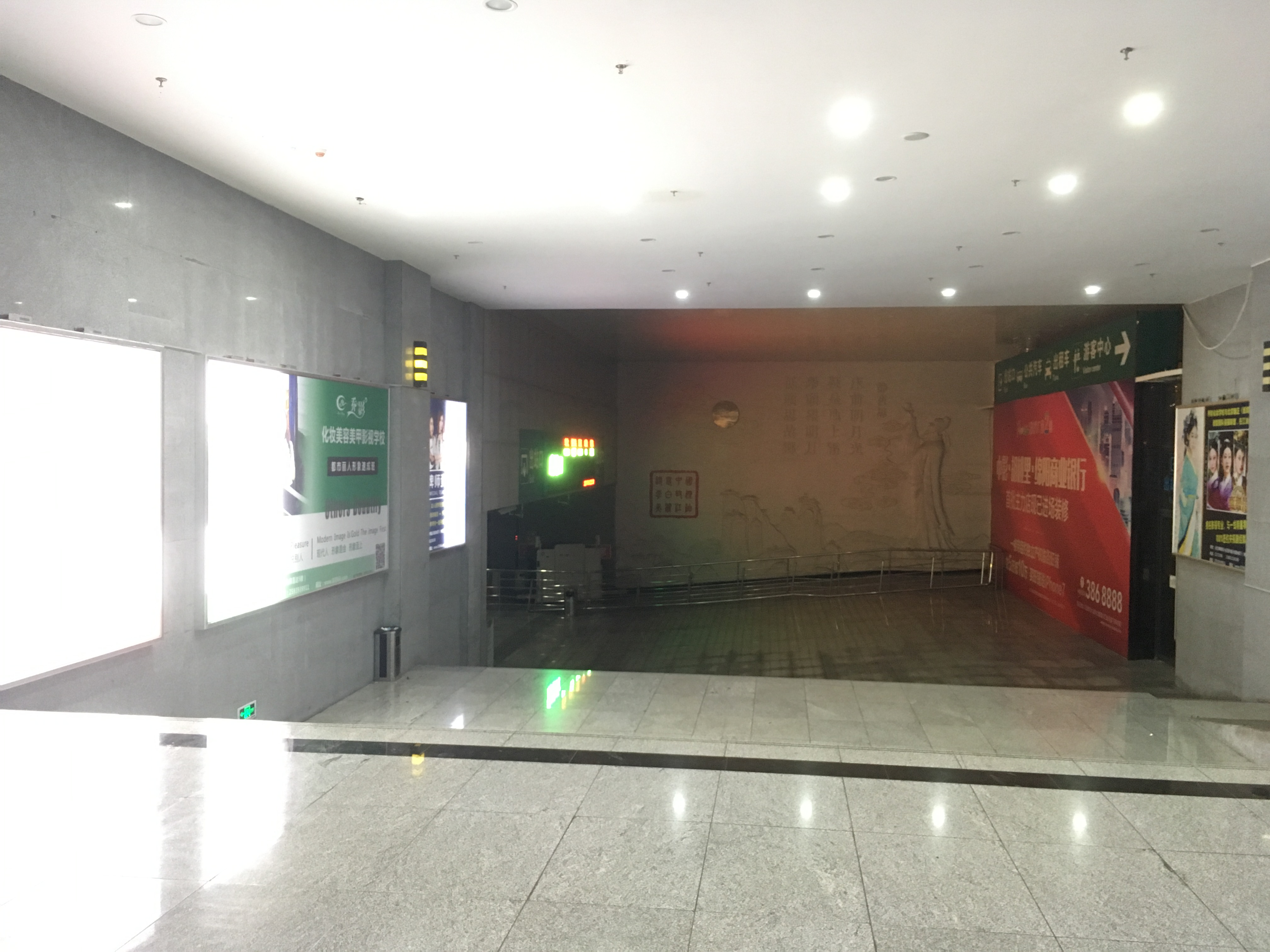
江油火车站出站口

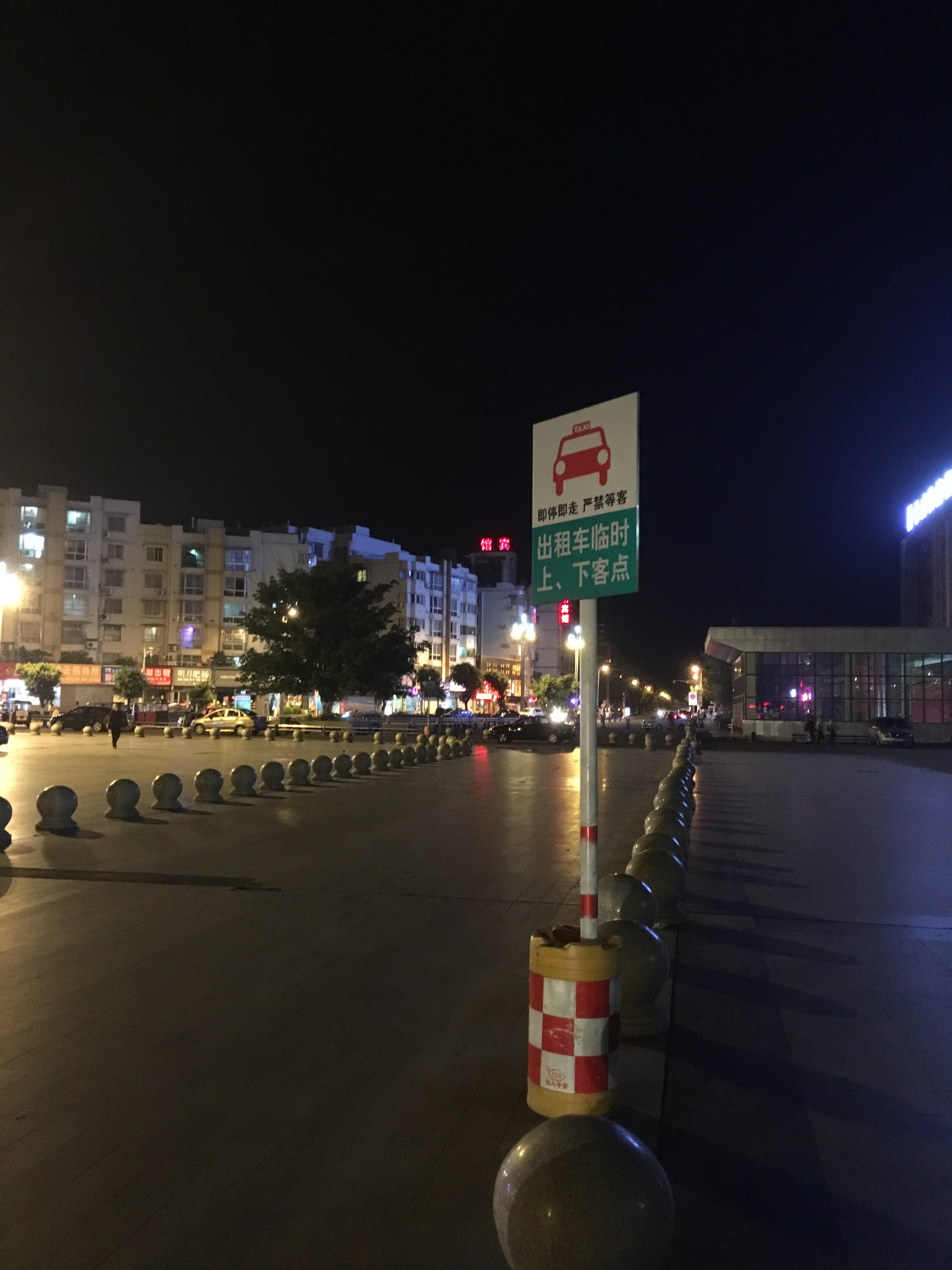
江油火车站站前送客通道

地道处于负一层，为行包运输和旅客出站混用通道。

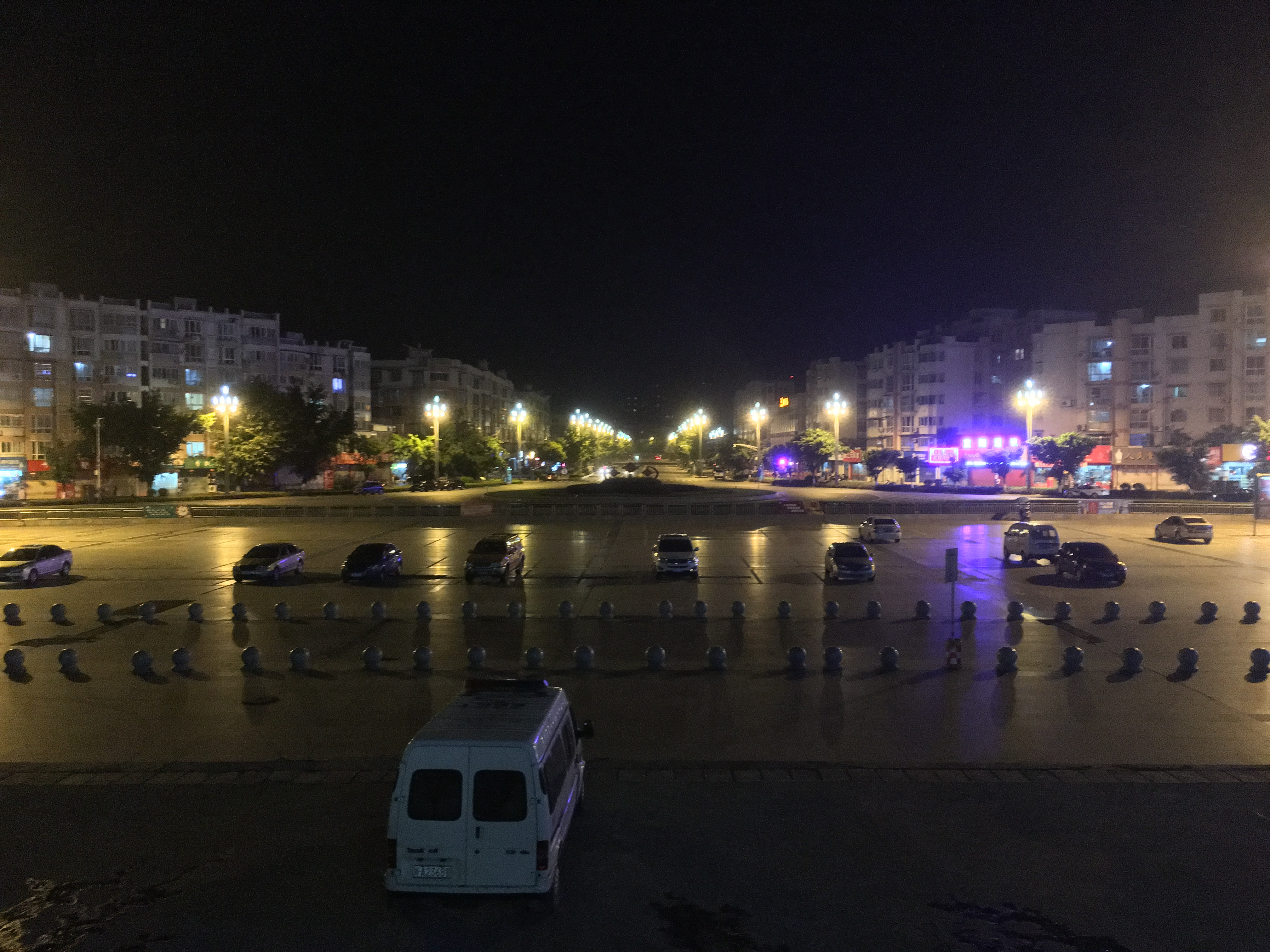
江油火车站站前广场

车站站前广场有收费式露天停车场与进站送客通道，广场并未随站房在汶川地震后重建因而地面略有破损。

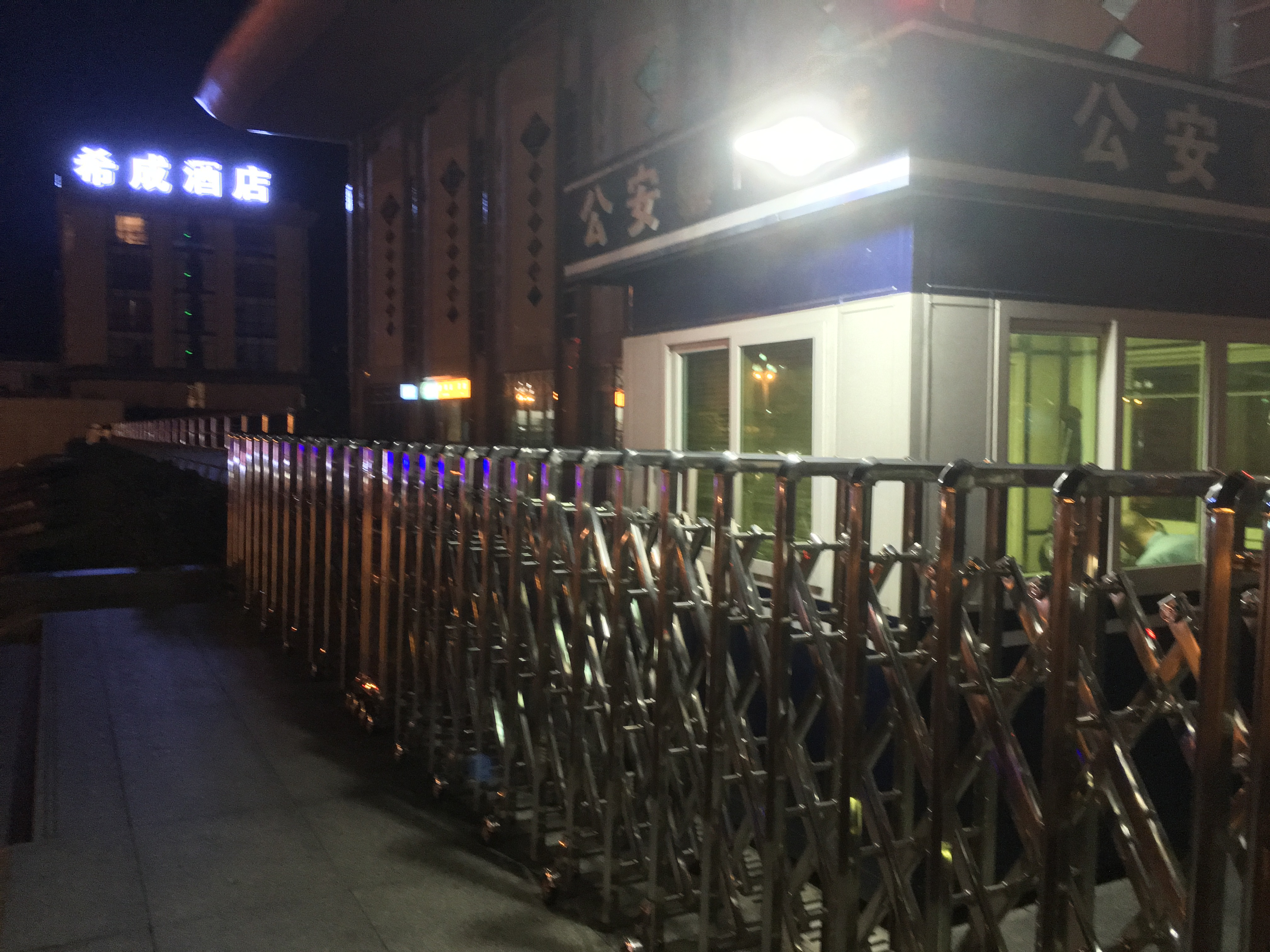
江油火车站站前岗亭

车站实行进站人工实名验票与安检、乘车自动闸机检票与出站自动闸机检票，并在车站上升广场入口布置有自动门与岗亭。

## 車站周邊

### 公交车站及线路
江油站周边有火车客站、火车客站希成酒店（火车客站北）、长城实验学校北校区三个共六方向的公交车站台。

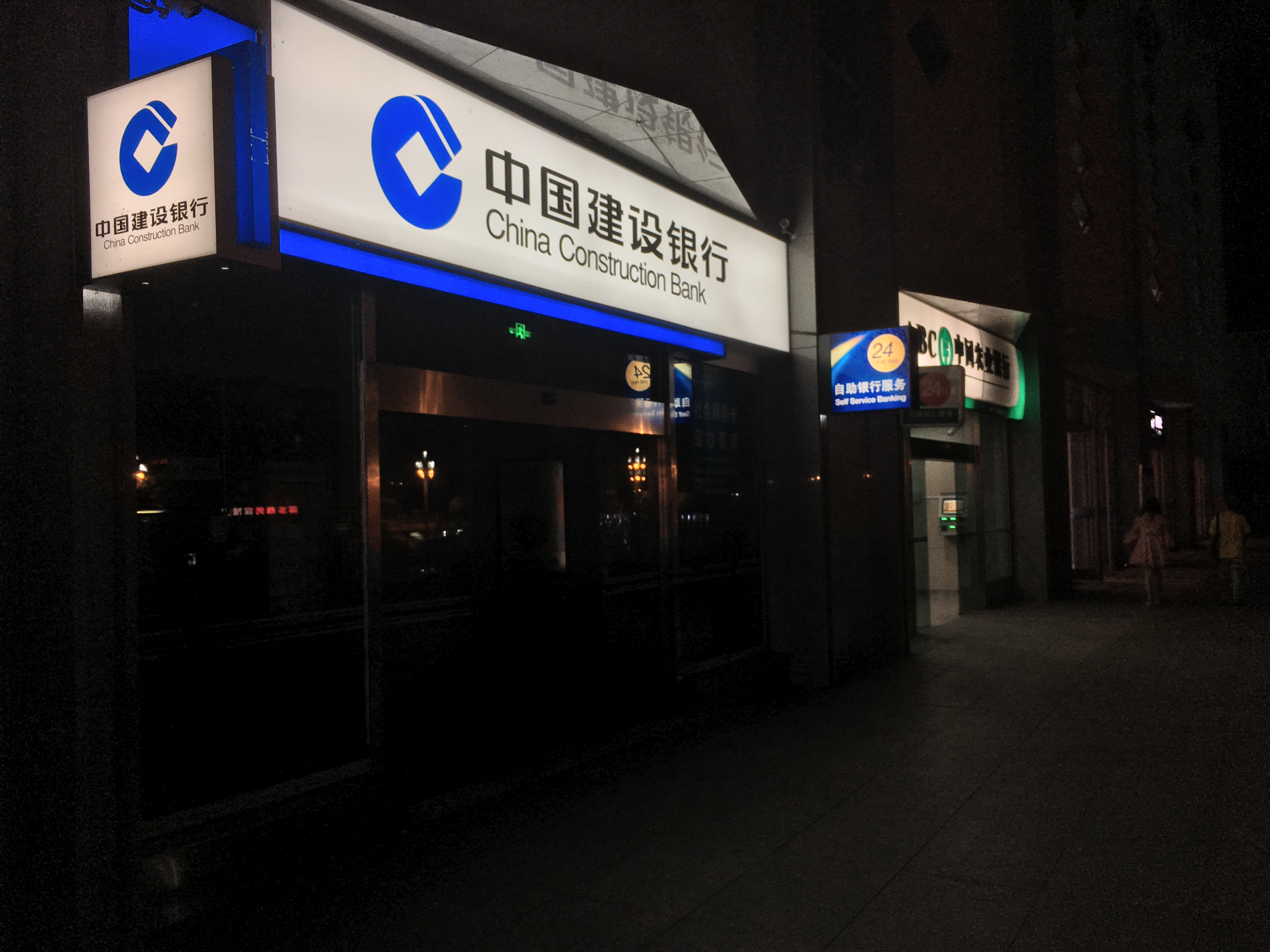
江油火车站站房前的自动柜员机

- 1路：火车客站-汽车客运总站
- 2路：市中医院-火车客站
- 8路：市中医院-申家沟康养基地
- 14路：华丰村-江电新大门
- 16路：四川幼师东校区一四川幼西校区
- 方特专线：火车客站一方特东方神画

### 银行与ATM
- 中国农业银行ATM
- 中国建设银行ATM
- 四川农业合作信用社ATM